# Đông Phương (họ)
Đông Phương (tiếng Trung: 東方; bính âm: Dōngfāng; nghĩa đen 'phương Đông') là một họ kép tại Trung Quốc.
Trong Bách gia tính, họ Đông Phương đứng tại vị trí thứ 119.

## Người mang họ Đông Phương
- Đông Phương Sóc, một học giả thời nhà Hán tại Trung Quốc
- Đông Phương Cầu, nhà thơ và nhà sử học nhà Đường
- Đông Phương Tiên, một học giả nhà Đường
- Đông Phương Bất Bại, nhân vật hư cấu trong Tiếu ngạo giang hồ